# Chamery
Chamery is een gemeente in het Franse departement Marne (regio Grand Est) en telt 400 inwoners (1999). De plaats maakt deel uit van het arrondissement Reims.

## Geografie
De oppervlakte van Chamery bedraagt 5,2 km², de bevolkingsdichtheid is 76,9 inwoners per km².
De onderstaande kaart toont de ligging van Chamery met de belangrijkste infrastructuur en aangrenzende gemeenten.

## Demografie
Onderstaande figuur toont het verloop van het inwonertal (bron: INSEE-tellingen).